# Battaglia di Lautulae
La battaglia di Lautulae è una battaglia che fu combattuta in un luogo situato in prossimità dell'odierna Terracina. Alcuni studiosi situano Lautulae (o Lautulas) sulla costa in una località dove sgorgano quattro sorgenti (da cui il nome); altri, forse in modo più corretto, la localizzano sui monti nei pressi di Fondi, nella località chiamata Acquaviva (dove sono presenti delle fonti). È possibile che fosse anche una zona termale.

## Gli avvenimenti
Nel 315 a.C. i Romani stavano combattendo la loro seconda guerra contro il popolo dei Sanniti, riconquistando posizioni, dopo che sei anni prima avevano riportato l'infamante sconfitta delle Forche Caudine.
La guerra fra Romani e Sanniti imperversava in Campania e nel Sannio senza che nessuna delle due nazioni combattenti riuscisse a ottenere una chiara supremazia. Le legioni romane avevano riconquistato Saticola, che in seguito alle Forche Caudine si era consegnata ai Sanniti, mentre questi avevano espugnato Plistica, precedentemente presa dai Romani, e avevano convinto Sora a trucidare i coloni romani che vi vivevano. Nello stesso periodo i Sanniti arruolarono nell'esercito ogni uomo in grado di combattere; ciò spinse i Romani, secondo le loro abitudini in tempo di grande pericolo, a chiamare come dittatore Quinto Fabio Massimo Rulliano, che si fece affiancare come maestro della cavalleria Quinto Aulio Cerretano. I consoli romani Lucio Papirio Cursore e Quinto Publilio Filone rimasero così a Roma, mentre la guerra era condotta da Fabio Massimo.
A questo punto la guerra riprese in Campania: le legioni romane vennero spostate dall'Apulia e dal Sannio e condotte verso Sora, che aveva aperto le porte ai Sanniti. Intenzione dei Romani era riprenderne possesso, punire gli abitanti, rei dell'eccidio, e riportare la colonia sotto il loro controllo.
Gli esploratori romani si accorsero che anche i Sanniti si stavano dirigendo verso Sora, e Fabio Massimo decise di deviare il suo percorso per ingaggiare la battaglia prima che i nemici riuscisserro ad asserragliarsi entro le mura.

## La battaglia

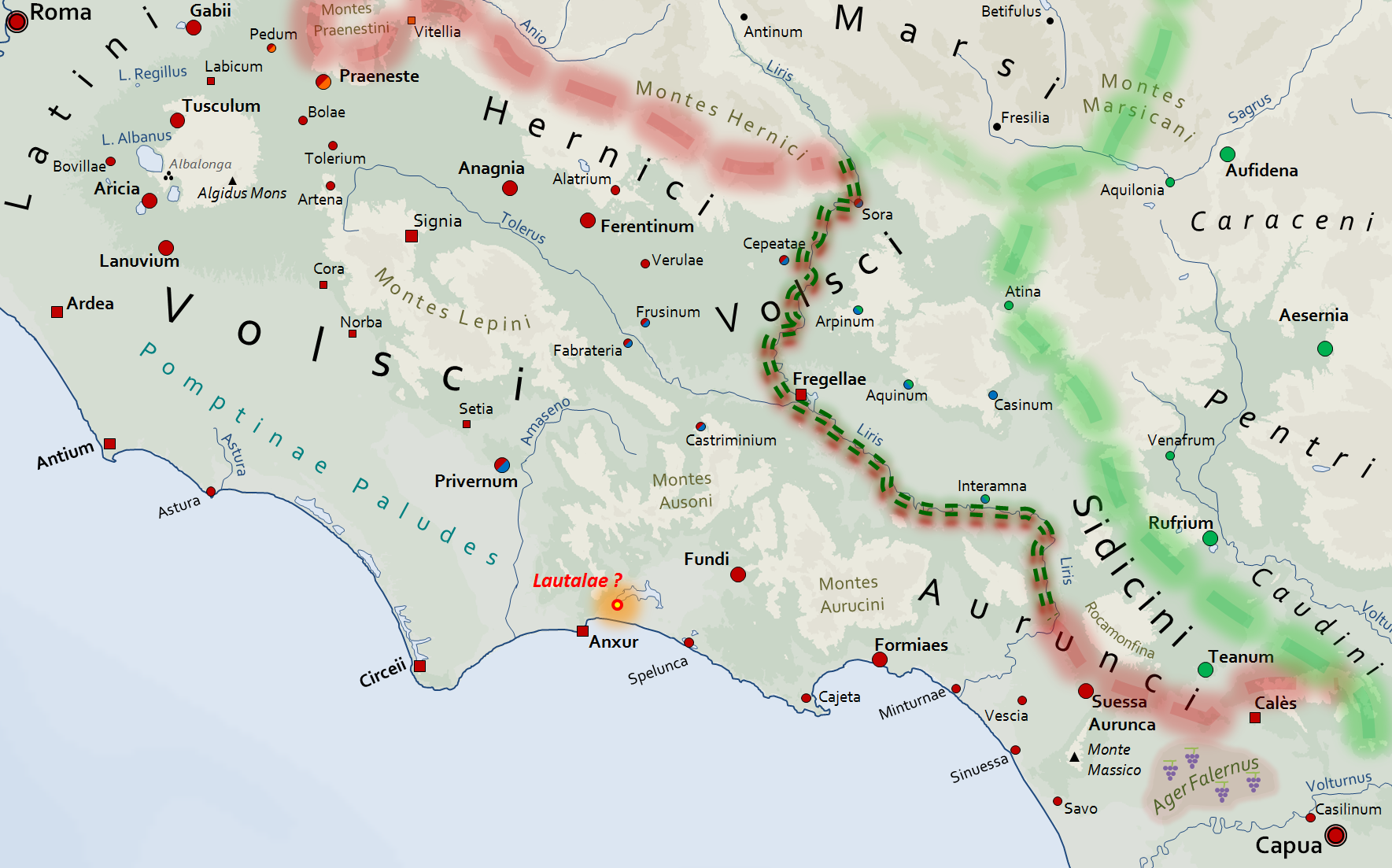
Mappa di dove avvenne lo scontro di Lautulae

Gli eserciti si incontrarono a Lautulae, a sud delle paludi pontine, e durante lo scontro sanguinoso i soldati romani cominciarono a cedere al panico e a ritirarsi. Durante la fuga il maestro della cavalleria si oppose coraggiosamente ai nemici, ma cadde anch'egli nello scontro.
Sebbene Diodoro Siculo affermi che la battaglia fu una sconfitta per i Romani, Livio dice invece:
(Tito Livio, Ab Urbe condita libri, IX, 23)
Sempre secondo Livio i Romani, ripresisi e incoraggiati da Fabio Massimo, vinsero poco tempo dopo la battaglia a Lautulae appiccando il fuoco a parte del proprio accampamento per motivarsi a non perdere; i rinforzi giunti da Roma con il nuovo maestro della cavalleria Gaio Fabio contribuirono al colpo di grazia sull'esercito sannita. A questo secondo scontro non crede però Gaetano De Sanctis, il quale giudica la vittoria di Fabio Rulliano "inventata di sana pianta, come mostra il silenzio eloquente delle fonti migliori".. Un'altra spiegazione è che gli antichi storici abbiano minimizzato l'accaduto per non aggiungere un'altra sconfitta a quella già subita alle forche Caudine. La gens Fabia, a cui il dittatore apparteneva, era tra l'altro molto rispettata a Roma, ed anche lo storico Fabio Pittore ne faceva parte.
La sconfitta a Lautulae portò diversi problemi ai Romani: la Campania venne tagliata momentaneamente dal Lazio e gli Ausoni e Capua cominciarono una rivolta contro Roma, mentre i Sanniti si spinsero a compiere incursioni fino ad Ardea. I Romani si ripresero pochi mesi dopo, liberando Luceria e Terracina.

## Critica storica
È estremamente probabile che Livio cerchi di minimizzare questo episodio, oppure che le sue stesse fonti lo minimizzino. Il fatto stesso che da Roma sia arrivato un nuovo esercito con un nuovo maestro della cavalleria potrebbe significare una sconfitta con molti caduti nelle file dei Romani. D'altra parte, l'esercito di rincalzo poteva essere stato inviato già da tempo. Ricordiamo infatti che solo nel paragrafo precedente Livio racconta della morte di Quinto Aulio Cerretano in uno scontro di cavalleria sotto le mura di Saticola. Se Quinto Aulio era caduto in quella battaglia sarebbe stato logico supporre che Roma avesse già inviato i rinforzi comandati da Gaio Fabio, indipendentemente dal risultato della battaglia di Lautulae.
Il primo incontro, secondo Livio, si era concluso con un esito incerto. Se Roma aveva conseguito una vittoria, l'aveva pagata a un prezzo sanguinoso. E non solo: la fedeltà a Roma delle popolazioni dell'area era molto fragile;
(Tito Livio, Ab Urbe condita libri, IX, 25, Mondadori, Milano, trad.: C. Vitali)
Il fatto che il nuovo magister equitum, anziché presentarsi al campo del dittatore, mandò un messaggero chiedendo istruzioni, potrebbe far supporre che la situazione non fosse chiara e che Gaio Fabio avesse notizie delle difficoltà che l'esercito romano stava affrontando.
Nel racconto Tito Livio dice:
(Tito Livio, Ab Urbe condita libri, IX, 23, Mondadori, Milano, trad.: C. Vitali)
Il quasi e il magis quam sono probabilmente di troppo: Quinto Fabio, dopo il primo scontro di Lautulae, è assediato.
Quando qualche giorno dopo, per incitare all'eroismo i soldati, non li informa che un altro esercito è sopraggiunto e li arringa insistendo che la loro sola speranza consiste nella loro volontà di combattere. Anche in questo caso, il racconto di Livio potrebbe nascondere il fatto che i Romani si trovassero effettivamente sotto l'assedio dei Sanniti.